# Alva Campbell
 (mai 2023).
La mise en forme du texte ne suit pas les recommandations de Wikipédia : il faut le « wikifier ».
Les points d'amélioration suivants sont les cas les plus fréquents. Le détail des points à revoir est peut-être précisé sur la page de discussion.
- Les titres sont pré-formatés par le logiciel. Ils ne sont ni en capitales, ni en gras.
- Le texte ne doit pas être écrit en capitales (les noms de famille non plus), ni en gras, ni en italique, ni en « petit »…
- Le gras n'est utilisé que pour surligner le titre de l'article dans l'introduction, une seule fois.
- L'italique est rarement utilisé : mots en langue étrangère, titres d'œuvres, noms de bateaux, etc.
- Les citations ne sont pas en italique mais en corps de texte normal. Elles sont entourées par des guillemets français : « et ».
- Les listes à puces sont à éviter, des paragraphes rédigés étant largement préférés. Les tableaux sont à réserver à la présentation de données structurées (résultats, etc.).
- Les appels de note de bas de page (petits chiffres en exposant, introduits par l'outil «  Source ») sont à placer entre la fin de phrase et le point final[comme ça].
- Les liens internes (vers d'autres articles de Wikipédia) sont à choisir avec parcimonie. Créez des liens vers des articles approfondissant le sujet. Les termes génériques sans rapport avec le sujet sont à éviter, ainsi que les répétitions de liens vers un même terme.
- Les liens externes sont à placer uniquement dans une section « Liens externes », à la fin de l'article. Ces liens sont à choisir avec parcimonie suivant les règles définies. Si un lien sert de source à l'article, son insertion dans le texte est à faire par les notes de bas de page.
- La présentation des références doit suivre les conventions bibliographiques. Il est recommandé d'utiliser les modèles {{Ouvrage}}, {{Chapitre}}, {{Article}}, {{Lien web}} et/ou {{Bibliographie}}. Le mode d'édition visuel peut mettre en forme automatiquement les références.
- Insérer une infobox (cadre d'informations à droite) n'est pas obligatoire pour parachever la mise en page.

Pour une aide détaillée, merci de consulter Aide:Wikification.
Si vous pensez que ces points ont été résolus, vous pouvez retirer ce bandeau et améliorer la mise en forme d'un autre article.
 (mai 2023).
Pour les articles homonymes, voir Campbell.
Alva Earl Campbell Jr. (30 avril 1948 - 3 mars 2018) est un meurtrier américain originaire de l'Ohio et incarcéré à l'établissement correctionnel de Chillicothe, dans l'Ohio. Il est condamné pour le meurtre en 1997 de Charles Dials, 18 ans, dans le comté de Franklin.

## Biographie
Né en 1948, il a cinq frères et sœurs, et vit une enfance violente et abusive. Entre 1959 et 1965, il est placé dans « deux établissements résidentiels différents, neuf centres de  détention distincts et deux familles d'accueil ». 
Son père est interné à l'hôpital psychiatrique pour criminels d'état de Lima  pour le viol d'une de ses sœurs. Sa mère se rend complice de la prostitution de ses sœurs en échange d'argent et d'alcool alors qu'elles sont adolescentes, et l'une d'elles tombe enceinte à l'âge de 15 ans, selon la description de Stebbins. Alva Earl Campbell et ses sœurs sont finalement retirés de la garde de leur mère après qu'un des enfants ait mendié pour de la nourriture dans un bar.
Ses délits enregistrés, selon le département de réhabilitation et des services correctionnels de l'Ohio, sont trois vols à main armée, un vol qualifié et une fusillade avec intention de tuer. Tous ces chefs d'accusation sont portés dans trois comtés différents. Il est condamné à une peine de prison d'une durée indéterminée en juin 1968, à l'âge de 20 ans. Il est reconnu coupable du meurtre de William Dovalosky au cours d'un vol en novembre 1972. Il est qualifié par le procureur de Franklin, Ron O'Brien, comme « une tête d'affiche pour la peine de mort ».

## Meurtre de Charles Dials
Le 2 avril 1997, Alva Campbell se présente au tribunal dans le cadre d'une comparution pour fait de vol aggravé. Prétendant être paralysé, il est transporté  en fauteuil roulant par les autorités responsables de son transfert. À son arrivée, il a maîtrisé l'adjointe du shérif chargée de le transporter, lui a volé son arme et s'est enfui du parking du tribunal.
Dans sa fuite, Alva Campbell parvient à monter à bord du camion conduit par Charles Dials, un jeune homme de 18 ans. Sous la contrainte, il le force à conduire pendant une période de trois heures. Au cours du trajet, plusieurs messages radio mentionnant la poursuite d'Alva Campbell par la police ont été diffusés, ce qui a incité Charles Dials à lui demander si la personne poursuivie était bien lui.
Après les trois heures de conduite forcée, Alva Campbell ordonne à Charles Dials de se coucher sur le sol du camion. Refusant d'obéir, Dials est victime de deux coups de feu tirés par Campbell, qui lui sont fatals. Campbell prend alors le volant du véhicule, mais est rapidement rattrapé par les forces de l'ordre.

## Procédures judiciaires et exécution avortée
Alva Campbell est reconnu coupable de vol aggravé, fait pour lequel il comparaissait initialement devant le tribunal le 7 octobre 1997, six mois après le meurtre de Charles Dials. Il est condamné pour ce meurtre à la peine de mort le 10 avril 1998.
Dans une ordonnance publiée par le gouverneur de l'Ohio John Kasich le 1er mai 2017, l'exécution de Campbell est reportée du 13 septembre 2017 au 15 novembre 2017 à l'heure d'exécution prescrite à 10h du matin heure de l'est. Son audience de plaidoirie de grâce est prévue pour le 12 octobre 2017. La commission des libérations conditionnelles a rendu un avis unanime contre la clémence le 20 octobre 2017[réf. souhaitée].
Le matin du 15 novembre 2017, Alva Campbell est emmené dans la salle d’exécution. Cependant après un long moment l’exécution est reportée en raison des problèmes de santé d'Alva Campbell, empêchant le bon déroulement de l'injection létale, les bourreaux n'étant pas capables de trouver une veine dans laquelle pratiquer une intraveineuse contenant les produits létaux. Son exécution est donc reprogramée à nouveau le 5 juin 2019,.

## Mort
Le 3 mars 2018, le procureur du comté de Franklin, Ron O'Brien, annonce la mort par causes naturelles d'Alva Campbell. Il avait 69 ans et avait un cancer, une maladie pulmonaire, de l'asthme et des problèmes cardiaques. Alva Campbell aura passé vingt ans dans les couloirs de la mort.

## Éthique et controverses
De nombreuses personnalités publiques, politiques, défenseurs des droits et organisations militant pour les droits humains ont interrogé et critiqué la cruauté de garder un détenu dans les couloirs de la mort pour des périodes si longues, par le report à plusieurs reprises des dates d'exécution, et des exécutions avortées au dernier moment pour diverses raisons. Ces personnalités et organisations dénoncent le traitement inhumain psychologique que ces traitements constituent et demandent des réformes ou l'interdiction de la peine de mort aux États-Unis,,,.